# Montferri
 Montferri es un municipio y localidad española de la provincia de Tarragona, en la comunidad autónoma de Cataluña. El término municipal, ubicado en la  comarca del Alt Camp, tiene una población de 473 habitantes (INE 2024) e incluye el núcleo de Vilardida.

## Geografía
El municipio está situado en el sureste de la comarca del Alt Camp, en el límite con la del Tarragonés y a orillas del río Gayá. Incluye el agregado de Vilardida.

## Historia
Se formó a principios del siglo XX por fusión de los municipios de Puigtiñós y Vilardida. El municipio se llamó Puigtiñós hasta el 1917, cuando cambió la denominación oficial por Montferri, nombre de un pequeño pueblo cercano, hoy en día despoblado.

## Demografía
Cuenta con una población de 473 habitantes (INE 2024).
| Gráfica de evolución demográfica de Montferri entre 1842 y 2021 |
| |
| Población de derecho según los censos de población del INE Población de hecho según los censos de población del INEEn estos censos se denominaba Puigtiñós: 1842, 1857, 1860, 1877, 1887, 1897, 1900 y 1910 |

## Economía
Agricultura de secano, avicultura y ganadería.

## Símbolos
El escudo de Montferri se define por el siguiente blasón: Escudo losanjado: de oro, un monte cruzado de una cruz patriarcal patente de sable. Por timbre una corona mural de pueblo.
Fue aprobado el 30 de agosto de 2000 y publicado en el DOGC el 19 de septiembre del mismo año con el número 3228. El monte de sable con la cruz patriarcal, que aparece en el escudo desde 1803, es un señal parlante referente al antiguo nombre del pueblo, y también en el actual.

## Patrimonio
- Santuario de la Virgen de Montserrat, una construcción modernista del arquitecto Josep Maria Jujol.
- Castillo de Rocamora